# エリアス ちいさなレスキューせん

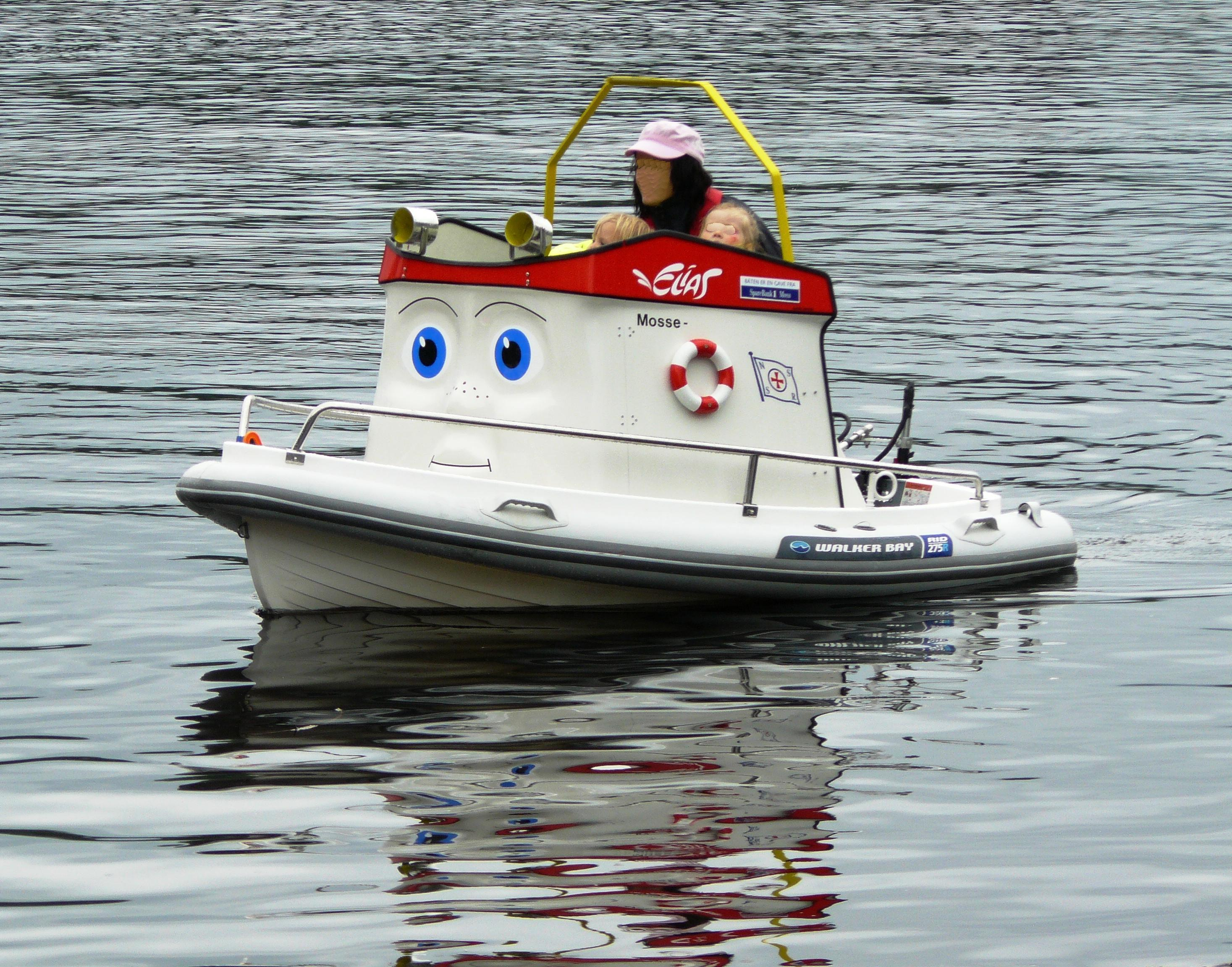
エリアスのペイントが施されたボート。2007年。

『エリアス ちいさなレスキューせん』（ノルウェー語原題：Den lille redningsskøyta Elias）は、1999年にノルウェーで発表された絵本作品、およびこれを原作とするCGアニメーション作品である。

## 概要
コージー湾でレスキュー船として活躍する主人公「エリアス」とその仲間たちの日常を描く。エリアスはノルウェー海上レスキュー隊の公式マスコットでもある。
アニメーション版は3DCGで制作されている。2005年にノルウェーのテレビ局TV2にてテレビシリーズとして放送され、2006年度国際エミー賞にノミネート、2008年に第2シリーズが放送された。日本国内では製作委員会に名を連ねるBS日テレを筆頭に、独立UHF局やキッズステーションなどで2シリーズ分まとめて放送されており、2010年9月には厚生労働省社会保障審議会推薦児童福祉文化財に選定された。なお、この作品はDVD化されており、日本国内での購入やレンタルが可能である。 
また、2本の長編作品がそれぞれ2007年と2010年に公開されたが、いずれも日本未上陸である。 
2014年にはキャラクターデザインを一新（リブート）した新シリーズ（実質の第3シリーズにあたる）が放送開始、2017年にはその長編「Anchors Up」が公開された。日本では長編のみ「レスキューせんエリアスと海ではたらく仲間たち」のタイトルで2018年にDVDがリリースされているが、声優陣は全て変更されている。

## 登場キャラクター
声は日本語版テレビアニメにおける吹き替えキャスト／（リブートシリーズにおける吹き替えキャスト）
救命チーム
エリアス（Elias）
声 - 福田沙紀／松本梨香
主人公のレスキュー船。レスキューボートスクールを卒業したばかりで、身体は小さいが、元気いっぱい。
ヘリナー（Helinor）
声 - ニーコ／福乃愛
エリアスと同じ救命チームに所属するヘリコプター。ちょっと高飛車なところがある。
スイフティー（Swifty／Kjapp）
声 -  ／石井花奈
エリアスと同じ救命チームに所属するゴム製救命ボート。いたずら好き。
漁船
スマッキー（Smacky／Sjarke）
声 - 郷田ほづみ
コージー湾で底引き網漁を行っているベテラン漁船。のんびりした性格。
トローラー（Trawler／Tråle）
声 - 岩崎征実/菊池康弘
スマッキーと同じく底網引き漁船であるが、こちらは最新鋭の大型船である。お金儲けが大好き。
アンクル（Uncle／Onkel）
声 - 不明
ネフュー（Nephew／Nevø）
声 - 前田剛
常に行動を共にする兄弟。赤がアンクル、黄色がネフュー。
アーサー（Arthur）
声 - 松山鷹志
スマッキーをよくからかう老船。
ペデロ・ゴンザレス（Pedero Gonzales）
スペイン出身の木造船で、トローラーの憎きライバル。妹がいる。
シニア（Senior）
落ち着いた性格のベテラン漁船。見習いの息子"ジュニア"がいる。
リブートシリーズでは、ボディが小柄でシンプルなデザインとなっている。
クルーザー
クルーザー”クール・キャット号”（Cruiser／Kruse Knallkul）
声 - セイン・カミュ／
その名の通り、クルーザー。漁村に近いリッチ・フィヨルドという豪邸で暮らしている。楽天家で、遊ぶのが大好き。
ロッキー・ガブリエルセン3世（Rocky／Rocke Gabrielsen Ⅲ）
声 - 前田剛
クルーザーのいとこ。クルーザーと似たような性格だが、常に電飾を身に纏っている。
リブートシリーズでは、正反対の落ち着いたボディになっているがキザな性格は健在。
チャギナ（Princess／Celina）
声 - 池澤春菜
白とピンクのクルーザー。よく港に遊びに来る。
チャギー
声 - 内藤玲
木造クルーザー。
漁村
クレイニー（Crane／Krana）
声 - 尾小平志津香／かとう有花
コージー湾のクレーン。力持ちで、仕事熱心。
ジョビアル（Jovial／Joviale）
声 - 下崎紘史
ルード（Rude／Frekke）
声 - 井関佳子
センチメンタル（Sentimental／Sentimentale）
声 - 甲斐田ゆき
3人（3軒）ともにコージー湾のボートハウス。名前がそれぞれの性格を表している。3人でコーラスをするのが趣味。
リブートシリーズでは3人とも人格が無くなっている。
フィッシュストア（Fish Store／Fiskehandleren）
声 - 木内秀信
スマッキーたちが採った魚などを売る魚屋。ラップを歌うのが趣味。
リブートシリーズでは建物そのものが無くなっている。
ゴリアテ（Goliath／Goliat）
声 - 松山鷹志／
コージー湾のドックにあるガントリークレーン。エリアスたちにとっては「お医者さん」のような存在。
灯台
ビック・ブリンキー（Big Blinky／Storeblink）
声 - 蓮岳大／高橋ちんねん
コージー湾に浮かぶ小島にある灯台。エリアスたちの良き相談相手でもある。ふもとの重力式鉄道を走るトロッコ"カーティー（Trolley／Tralle）"に日用品の受け取りを任せている。
リトル・ブリンキー（Little Blinky／Lilleblink）
声 - 甲斐田ゆき
入江に佇む寡黙な小型灯台。
カモメ
ガル（Seagull／Måke）
声 - 石橋美佳
スマッキーとよく一緒にいるカモメ。語尾に「ガル」を付ける。かなづち。
ビッグ・ベイ
ロッキー・ガブリエルセン2世
声 - 斧アツシ
傲慢な豪華客船でビッグ・ベイのコンテナポートのオーナー。パパラッチを利用してロイヤルヨット王を失脚させるつもりだったが、逆に自身が港を追い出され、悪評を広められてしまった。
日本語吹替版では先述のクルーザーのいとことの混同を避けるため"リチャード"と呼ばれている。
スベリーナ（Suverina）
声 - 平田絵里子
コンテナポートで働く親切な貨物船。当初はベルテ(Berte)という名前だった。
コンテナポート・ギャング
スベリーナの仕事仲間。クレーンやフォークリフト、機関車達が忙しく働いており、内一台の名前をシギーという。リチャードの失脚後、ヒルダという新しいクレーンが加わった。
シーナス（Sinus）
声 - 高坂篤志
メガネをかけた謙虚な調査船。先端に取り付けられたコンピュータやアームで実験やゲーム、メガネの調整を行う。
ウーノ（Uno）
声 - 前田剛
ドゥーエ（Due）
声 - 下崎紘史
トゥレ（Tre）
声 - 木内秀信
騒がしいパパラッチのトリオ。ゴムボートの船体にはカメラやマイクが備え付けられている。
ロイヤルハーバー
ロイヤルヨット王（Royal Yacht／Kongeskipet）
声 - 岩崎征実
ノルウェー国王。行方不明の娘を探すためこっそりと長旅に出ていたが、無事再開を果たした。
プリンセスボート姫（Princess／Princessebåten）
声 - 宍戸留美
王の娘。一時期行方不明になっており、父親を除き皆から既に沈んだと思われていた。
副長官ホフ
王室の内情を漏らさないよう努める小型船。
海軍
ガンパウダー大佐（Captain Gunpowder／Kaptein Krutt）
声 - 園崎未恵
厳格で短気な軍艦の女性。
バン提督
ガンパウダーの上司。片眼鏡を掛けている。
その他
警備艇/定期連絡船
コージー湾の警備をする船。毎朝定刻にホーンを鳴らす。
オットー
声 - 高岡瓶々
エマ
声 - 知桐京子
ドイツから来た観光船の夫婦。
ポーラー・クイーン（Polar Queen／Polardronningen）
コージー湾付近の漁村を近代的な漁法で潰し、そこに眠る宝物を独り占めしようとする貪欲な船。船体はULSTEIN社製のX-BOW型。
ディッピー（Dippy／Duppe）
声 - /川端しおり
クイーンの小型潜水艇。命令でエリアスをスパイしているうちに仲良くなり、彼と共に救命チームで働くことを決めた。
フィアレス（Fearless／Uræd）
かつてコージー湾で働いていた伝説のレスキュー船。その名の通りとても勇敢な性格だった。
モデルはノルウェー海上レスキュー隊の1号船"コリン・アーチャー号"。40年間の現役時代に236人の人間と1522隻の船を救出した後、博物館にて静態保存されていたが、2013年の館内での小規模な火災をきっかけに動態復帰に向けた修復が行われ、2014年に完成。レースにも出場した。

## テレビアニメ（日本語版）

### スタッフ
- 音響監督 - 郷田ほづみ
- 製作 - エリアス製作委員会（ネルケプランニング、BS日テレ、博報堂DYメディアパートナーズ、スタイルジャム）[1]

### 主題歌
オープニングテーマ「ようこそ」
歌 - エイジアエンジニア
エンディングテーマ「みんなのうた」
歌 - エイジアエンジニア

### サブタイトル

#### 第1シリーズ（2005年・2006年）
- 第1話 「コージーわんへようこそ!」
- 第2話 「ものしりビッグ・ブリンキー」
- 第3話 「ビッグ・ブリンキーのはいたつ」
- 第4話 「クルーザー クール・キャットごう」
- 第5話 「トローラーのピンチ!」
- 第6話 「きずついたエリアス」
- 第7話 「スィフティーがやってきた!」
- 第8話 「きりにつつまれたコージーわん」
- 第9話 「スマッキーとガル」
- 第10話 「ビッグ・ブリンキーのでんきゅう」
- 第11話 「クルーザーのテストそうこう」
- 第12話 「コージーわんのビッグ・ボートレース」
- 第13話 「スマッキーをさがせ!」
- 第14話 「コージーわんのかいじゅう」
- 第15話 「みんなでみはりばん」
- 第16話 「ショックのガル」
- 第17話 「コージーわんのにちようび」
- 第18話 「あぶないきょうだいいわ」
- 第19話 「ゴリアテのレスキューだいさくせん!」
- 第20話 「きょうふのかいきょうとエリアス」
- 第21話 「スィフティーのだいかつやく!!」
- 第22話 「ヘリナーのだいピンチ!!」
- 第23話 「さびしがりやのクルーザー」
- 第24話 「コージーわんにあらしがやってきた!」
- 第25話 「おおあらしのひ」
- 第26話 「えいゆうフィアレスのかね」

#### 第2シリーズ（2008年）
- 第27話 「コージーわんのさかなとりたいかい」
- 第28話 「ゴミをすてたのはだれ?」
- 第29話 「エリアスはどこ?」
- 第30話 「かもつせんスベリーナ」
- 第31話 「クルーザーのパーティー」
- 第32話 「そこなしどうくつのゆうれいせん」
- 第33話 「ゆうれいせんのしょうたい」
- 第34話 「リトル・ブリンキー」
- 第35話 「たからのちずはっけん!」
- 第36話 「シーナスとオーロラとかぜぐすり」
- 第37話 「ガンパウダーたいさがやってきた！」
- 第38話 「コージーわんがたいへんだ!!（ぜんぺん）」
- 第39話 「コージーわんがたいへんだ!!（こうへん）」

#### 特別企画
全話数が奇数であるのに対し日本では1日2話の放送だった為、下記の日本オリジナル企画が穴埋めとして放送された。
- 第1回 「コージーわんのなかまたち」（第1話と共に放送、DVD第1巻に収録）
- 第2回 「コージーわんめいばめんベスト5」（第12話と共に放送、DVD第6巻に収録）
- 第3回 「コージーわんうたがっせん」（第27話と共に放送、DVD第9巻に収録）

### 放送局
| 放送地域 | 放送局             | 放送系列       | 放送期間                        | 放送日時                                          | 備考                                                                     |
| -------- | ------------------ | -------------- | ------------------------------- | ------------------------------------------------- | ------------------------------------------------------------------------ |
| 日本全国 | BS日テレ           | BS放送         | 2009年10月10日 - 2010年02月27日 | 土曜 18時00分 - 18時30分                          | 2010年3月6日から再放送を実施                                             |
| 岐阜県   | 岐阜放送           | 独立UHF局      | 2010年01月16日 - 2010年08月21日 | 土曜 08時00分 - 08時30分                          | 途中放送休止期間あり                                                     |
| 東京都   | TOKYO MX           | 独立UHF局      | 2010年09月02日 - 2010年09月30日 | 木曜 23時00分 - 23時30分                          | 第1話から第9話まで放送 2012年頃には第2チャンネルでも放送したことがある。 |
| 福岡県   | TVQ九州放送        | テレビ東京系列 | 2010年09月21日 - 2011年02月08日 | 火曜 07時30分 - 08時00分                          | 第4話から第39話まで放送                                                  |
| 栃木県   | とちぎテレビ       | 独立UHF局      | 2010年09月21日 - 2010年10月19日 | 平日 08時00分 - 08時30分                          | 週5日間の帯で放送                                                        |
| 日本全国 | キッズステーション | CSチャンネル   | 2010年10月20日 - 2011年03月10日 | 水曜 10時30分 - 10時45分 木曜 10時00分 - 10時15分 | リピート放送 第1話から第19話まで放送                                     |